# Семухина
Семухина — деревня в Туринском городском округе Свердловской области России.

## Географическое положение
Деревня Семухина расположена в 7 километрах к югу от города Туринска (по дороге — 8 километров),на правом берегу реки Туры, в 1,5 километрах к югу от остановочного пункта Ерзовское Свердловской железной дороги.

## Население
| 2002 | 2010 | 2021 |
| ---- | ---- | ---- |
| 72   | ↘62  | ↘29  |